# Concido
I Concido sono un gruppo rock italiano, che ha presenziato al 55º Festival di Sanremo con il brano Ci vuole k..., caratteristico per la ripetizione della frase "ci vuole culo".
La formazione romana (i componenti sono tutti di Ladispoli e Cerveteri, paesi in provincia della capitale) è il primo gruppo indipendente ad essere entrato al Festival di Sanremo, dopo averci provato già nel 2002 arrivando in semifinale all'Accademia di Sanremo col brano Di tempo io non ho.
Il gruppo ha il suo leader nel cantante, che è anche colui che compone la maggior parte delle canzoni: Daniel Longo. Già giocatore di calcio professionista in C1 e C2, è figlio di Paolo Longo, che vinse il Cantagiro 1980 con il brano Stasera. Il chitarrista è Massimiliano Patini, per molto tempo al fianco di Carmen Consoli agli esordi.
Il primo CD Ad occhi aperti viene autoprodotto dalla band. Si tratta di un album ricco di sonorità rock, con testi di stampo sociale o anche affettivo. Le influenze musicali denotabili vanno da Luciano Ligabue, Lucio Dalla, ai Rolling Stones, U2, Nirvana e Aerosmith: l'energia del rock si sposa qui con la tradizione pop italiana.
Ad aprile 2007 esce Concido, un EP prodotto dall'etichetta Latlantide contenente Ad occhi aperti (di cui verrà realizzato anche un videoclip) e altre 3 tracce audio.
A luglio 2008 esce Sorridi, il primo CD non autoprodotto della band. L'album, presentato in radio dal singolo omonimo, contiene 13 brani.

## Discografia

### Album
- Lacrime (EP, autoprodotto)
- Ad occhi aperti (autoprodotto, 2005)
- Concido (EP, Latlantide, 2007)
- Sorridi (Afre Music, 2008)